# Marcellin Boule
Marcellin Boule, mit vollständigem Namen Pierre Marcellin Boule (* 1. Januar 1861 in Montsalvy, Cantal, Frankreich; † 4. Juli 1942 ebenda), war ein französischer Paläontologe, Paläoanthropologe und Geologe.

## Leben
Nach seinem Paläontologie-Studium (1880 bis 1884 an der Universität Toulouse) studierte Boule in Paris bei Ferdinand André Fouqué Geologie und arbeitete am Collège de France und am Muséum national d’histoire naturelle. Die Befähigung für das Lehramt im Fach Naturwissenschaften erhielt er 1887. Er promovierte 1892. Von 1902 bis 1936 war er Inhaber des Lehrstuhls für Paläontologie am selben Museum, sein Nachfolger war von 1936 bis 1956 Camille Arambourg.
Das Institut de paléontologie humaine in Paris, dessen Direktor er ab 1914 war, wurde von ihm mitgegründet. Boule war Mitherausgeber verschiedener Fachzeitschriften, darunter die Archives de l'Institut de paléontologie humaine et L'Anthropologie, die er von 1893 bis 1940 leitete.
Bereits im Jahre 1915 äußerte er Zweifel an der Echtheit des Piltdown-Menschen, nachdem er den Unterkiefer als zu einem Affen gehörig erkannt hatte, der mit dem vorgelegten Schädel nichts zu tun haben konnte.
1923 wurde er Ehrenmitglied (Honorary Fellow) der Royal Society of Edinburgh.

## Der Mensch von La Chapelle-aux-Saints

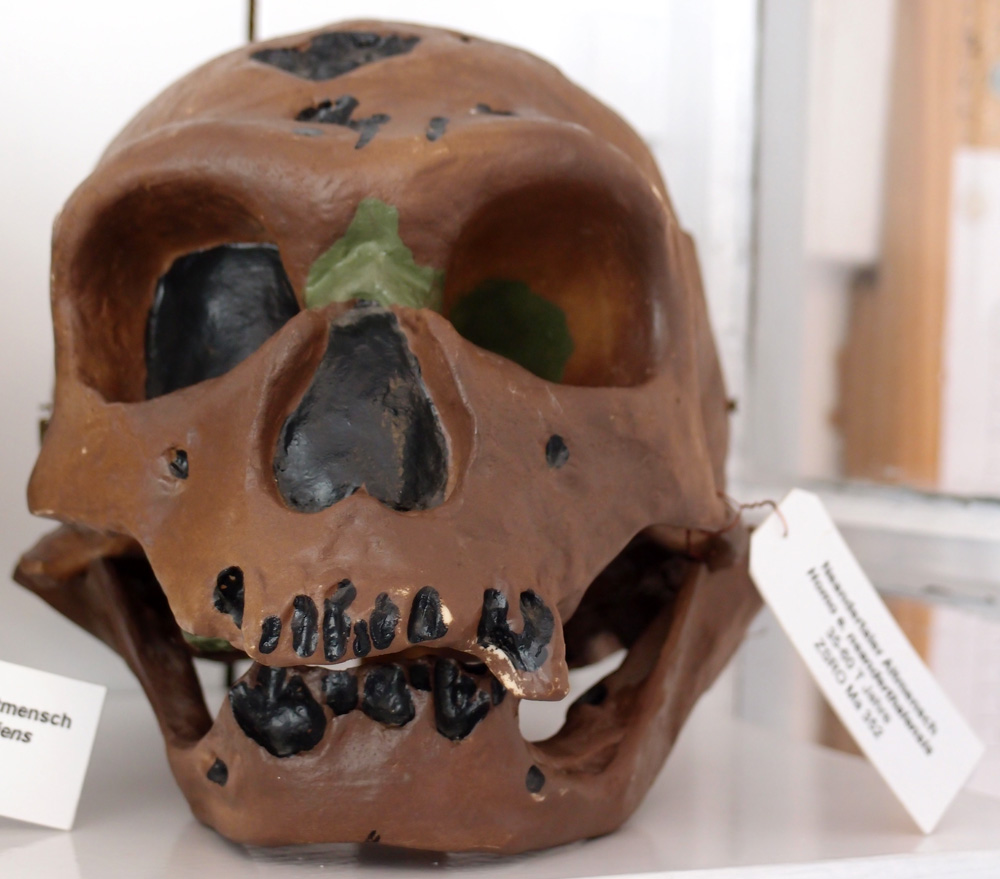
Modell des Neandertalerschädels aus Chapelle-aux-Saints, Zoologische Sammlung Rostock

Seine Kenntnisse in Geologie und Stratigraphie kamen Boule bei der Erforschung der Vorgeschichte des Menschen zugute. Er untersuchte menschliche Fossilien aus Europa, Nordafrika und dem Nahen Osten.
Boule veröffentlichte die erste wissenschaftliche Beschreibung eines fast vollständigen Skeletts eines Neandertalers, nämlich des sogenannten Alten Mannes von La Chapelle. Das Skelett war am 3. August 1908 in der Gemeinde La Chapelle-aux-Saints im Département Corrèze entdeckt worden. Zwar war die Beschreibung des Skeletts äußerst präzise und detailliert, jedoch fiel die Rekonstruktion fehlerhaft aus: Es entstand ein Neandertaler in krummer, nach vorn gebeugter Haltung, mit verkrümmter Wirbelsäule und eingeknickten Beinen. Eine Zeichnung, die Boule in Auftrag gegeben hatte, zeigte den Neandertaler als eine Art haarigen Gorilla. Es sollte viele Jahrzehnte dauern, bis sich die wissenschaftliche Welt von diesem Bild des Neandertalers lösen konnte. Das Bild vom Neandertaler wurde durch diese Rekonstruktion nämlich verfälscht, weil die pathologischen Veränderungen nicht erkannt worden waren: Der Alte Mann von La Chapelle hatte unter anderem eine linksseitige Hüftdeformation, er litt an einer schweren Arthritis der Halswirbelsäule, eine Rippe war gebrochen, ferner war ein Knie schadhaft. Die damalige Rekonstruktion seiner Körperhaltung war folglich die Rekonstruktion einer schwer kranken Person. Der alte Mann hatte zudem keine Zähne mehr besessen, weshalb auch keine Zahnhöhlen mehr vorhanden waren.

## Im Ersten Weltkrieg
Beeinflusst von der auch bei französischen Wissenschaftlern vorherrschenden Tendenz zum Chauvinismus beteiligte sich Boule am biologisierten Kulturkrieg französischer Mediziner und Biologen, die näher zu bestimmen versuchten, worin sich die Eigenschaften der „race française“ von denen der „race germanique“ unterschieden. Boule kam zum Ergebnis, die „germanische Rasse“ unterscheide sich von der französischen dadurch, dass in ihrer Entwicklung ein Ungleichgewicht entstanden sei. Einer übermäßigen Entwicklung der intellektuellen Fähigkeiten, wie sie auch die deutsche Wissenschaft widerspiegeln würde, habe dazu geführt, dass andere Tendenzen wie die der Liebe zur Gerechtigkeit und zur sittlichen Schönheit ausgestorben seien. Gemeinsam mit ihren Verbündeten würden die französischen Soldaten „dem germanischen Monster, dessen Evolution so schiefgelaufen ist, den Garaus machen.“ Solche Auffassungen waren damals allerdings gang und gäbe und hatte alle medizinischen Kreise erfasst.

## Die École auvergnate
Beeinflusst von der Bewegung Le Félibrige gründete er 1894 zusammen mit Arsène Vermenouze und Louis Farges die École Auvergnate (Escolo oubergnato).

## Ehrungen
Nach Marcellin Boule sind ein Gletscher und ein Berg auf der Nordinsel Nowaja Semljas benannt.

## Werke (Auswahl)
- Le Pachyaena de Vaugirard, 1903
- L’âge des derniers volcans de la France, 1906
- Géologie, 1914
- mit Henri Vallois, Les hommes fossiles. Éléments de paléontologie humaine, Paris, Masson 1946 (1920)
  - deutsch: Fossile Menschen. Grundlinien menschlicher Stammesgeschichte, übersetzt von Frédéric Falkenburger, Baden-Baden, Verlag für Kunst und Wissenschaft 1954
- Le paléolithique de la Chine, Mémoire des archives de l'Institut de Paléontologie  4, Paris, Masson 1928
- mit Henri Vallois, L 'homme fossile d'Asselar (Sahara), Mémoire des archives de l'Institut de Paléontologie 9, Paris, Masson 1932
- Le Sinanthrope. In: L'Anthropologie. Band 47, 1937, S. 1–22

## Belege
1. ↑  La paléontologie humaine en Angleterre, L'Anthropologie, Band XXVI, 1915.
2. ↑  Biographical Index: Former RSE Fellows 1783–2002. Royal Society of Edinburgh, archiviert vom Original (nicht mehr online verfügbar) am 18. September 2020; abgerufen am 10. Oktober 2019.  Info: Der Archivlink wurde automatisch eingesetzt und noch nicht geprüft. Bitte prüfe Original- und Archivlink gemäß Anleitung und entferne dann diesen Hinweis.
3. ↑  L’homme fossile de la Chapelle-aux-Saints, Annales de paléontologie, Bände VI-VII-VIII. 1911-1913.
4. ↑  Erik Trinkaus: Pathology and the posture of the La Chapelle‐aux‐Saints Neandertal. In: American Journal of Physical Anthropology. Band 67, Nr. 1, 1985, S. 19–41, doi:10.1002/ajpa.1330670105
5. ↑  James E. Dawson und Erik Trinkaus: Vertebral Osteoarthritis of the La Chapelle-aux-Saints 1 Neanderthal. In: Journal of Archaeological Science. Band 24, Nr. 11, 1997, S. 1015–1021, doi:10.1006/jasc.1996.0179
6. ↑  La Biologie et la Guerre, in PM, partie paramédicale, 27. März 1915, Nr. 13; hier zitiert nach Michl, S. 64–65
7. ↑  Michl, Susanne, Im Dienste des "Volkskörpers": deutsche und französische Ärzte im Ersten Weltkrieg, Göttingen, Vandenhoeck & Ruprecht 2007, mit weiteren Nachweisen
8. ↑  G. P. Awetissow: Boule Marcellin Pierre (01.01.1861–04.07.1942). In: Imena na Karte Rossijskoi Arktiki, Nauka, Sankt Petersburg 2003, ISBN 5-02-025003-1 (russisch).

| Personendaten    | Personendaten                                             |
| ---------------- | --------------------------------------------------------- |
| NAME             | Boule, Marcellin                                          |
| ALTERNATIVNAMEN  | Boule, Pierre Marcellin (vollständiger Name)              |
| KURZBESCHREIBUNG | französischer Paläontologe, Paläoanthropologe und Geologe |
| GEBURTSDATUM     | 1. Januar 1861                                            |
| GEBURTSORT       | Montsalvy, Cantal, Frankreich                             |
| STERBEDATUM      | 4. Juli 1942                                              |
| STERBEORT        | Montsalvy, Cantal, Frankreich                             |